# زنان (فیلم ۱۹۳۹)
زنان (انگلیسی: The Women) فیلمی در ژانر کمدی و کمدی-درام به کارگردانی جرج کیوکر است که در سال ۱۹۳۹ منتشر شد.

## بازیگران
- نورما شیرر
- جوآن کراوفورد
- روسالیند راسل
- ماری بولند
- پولت گادرد
- جون فونتین
- ویرجینیا وایدلر
- لوسیل واتسون
- روت هاسی
- ویرجینیا گری
- مارجوری ماین
- کرا ویترسپون
- هدا هاپر
- مارگارت دومانت
- مری اندرسون
- گرترود آستور
- بتی بلایت
- باترفلای مک‌کوئین
- آیلین پرینگل
- دورتی سباستین
- کارول هیوز
- دورتی آدامز
- استر داله
- ماری بت هاگز
- ترزا هریس
- می بیتی
- دنی مور
- می بولی
- اِستل اِتر
- گریس همپتون